# ZARD tribute
『ZARD tribute』（ザード・トリビュート）は、SARD UNDERGROUNDの1枚目のアルバム。2019年9月18日にGIZA studioより発売された。規格品番はGZCA-5295。

## 内容
- ZARDのトリビュートバンド[2]であるSARD UNDERGROUNDのメジャー・デビュー作であり、ZARDのカバーで構成されているが、一部はFIELD OF VIEWのカバーもある。
- ジャケットのデザインはZARDの7枚目のアルバム『TODAY IS ANOTHER DAY』をモチーフにしたものとなっている [3]。
- 本作の発売を記念し、発売前日の9月17日より6日間、収録曲の歌唱映像が1日1曲ずつ公開され、公式YouTubeチャンネルで視聴することができる [4]。

## 収録曲
| 全作詞: 坂井泉水。 |                              |          |            |                     |
| #                  | タイトル                     | 作詞     | 作曲       | 編曲                |
| 1.                 | 「君がいない」               | 坂井泉水 | 栗林誠一郎 | 鶴澤夢人 / 長戸大幸 |
| 2.                 | 「愛は暗闇の中で」           | 坂井泉水 | 栗林誠一郎 | 鶴澤夢人 / 長戸大幸 |
| 3.                 | 「揺れる想い」               | 坂井泉水 | 織田哲郎   | 鶴澤夢人 / 長戸大幸 |
| 4.                 | 「マイ フレンド」            | 坂井泉水 | 織田哲郎   | 鶴澤夢人 / 長戸大幸 |
| 5.                 | 「突然」                     | 坂井泉水 | 織田哲郎   | 鶴澤夢人 / 長戸大幸 |
| 6.                 | 「負けないで」               | 坂井泉水 | 織田哲郎   | 鶴澤夢人 / 長戸大幸 |
| 7.                 | 「心を開いて」               | 坂井泉水 | 織田哲郎   | 徳永暁人 / 長戸大幸 |
| 8.                 | 「DAN DAN 心魅かれてく」     | 坂井泉水 | 織田哲郎   | 鶴澤夢人 / 長戸大幸 |
| 9.                 | 「あの微笑みを忘れないで」   | 坂井泉水 | 川島だりあ | GAK / 長戸大幸      |
| 10.                | 「きっと忘れない」           | 坂井泉水 | 織田哲郎   | 鶴澤夢人 / 長戸大幸 |
| 11.                | 「Don't you see!」           | 坂井泉水 | 栗林誠一郎 | 徳永暁人 / 長戸大幸 |
| 12.                | 「少女の頃に戻ったみたいに」 | 坂井泉水 | 大野愛果   | 徳永暁人 / 長戸大幸 |
| 13.                | 「もう少し あと少し…」       | 坂井泉水 | 栗林誠一郎 | 鶴澤夢人 / 長戸大幸 |
| 14.                | 「永遠」                     | 坂井泉水 | 徳永暁人   | 徳永暁人 / 長戸大幸 |

## 楽曲概要
1.君がいない
- ZARDの7作目のシングルの表題曲。

2.愛は暗闇の中で
- ZARDの1作目のシングルのカップリング曲、44作目のシングル（両A面）の表題曲。

3.揺れる想い
- ZARDの8作目のシングルの表題曲。

4.マイ フレンド
- ZARDの17作目のシングルの表題曲。

5.突然
- FIELD OF VIEWの2作目のシングルの表題曲。坂井が歌詞提供した。坂井によるZARDとしてのセルフカバーが、ZARDの7作目のオリジナルアルバム『TODAY IS ANOTHER DAY』に収録されている。

6.負けないで
- ZARDの6作目のシングルの表題曲。

7.心を開いて
- ZARDの18作目のシングルの表題曲。

8.DAN DAN 心魅かれてく
- FIELD OF VIEWの4作目のシングルの表題曲。坂井が歌詞提供した。坂井によるZARDとしてのセルフカバーが、ZARDの7作目のオリジナルアルバム『TODAY IS ANOTHER DAY』に収録されている。

9.あの微笑みを忘れないで
- ZARDの3作目のオリジナルアルバム『HOLD ME』収録曲。

10.きっと忘れない
- ZARDの10作目のシングルの表題曲。

11.Don't you see!
- ZARDの19作目のシングルの表題曲。

12.少女の頃に戻ったみたいに
- ZARDの25作目のシングルのカップリング曲。

13.もう少し あと少し…
- ZARDの9作目のシングルの表題曲。

14.永遠
- ZARDの22作目のシングルの表題曲。

## タイアップ
マイ フレンド
- 「東北・みやぎ復興マラソン2019」イメージソング

負けないで
- JSPORTS「高校バスケ ウインターカップ2019」テーマソング